# Goodwood Festival of Speed

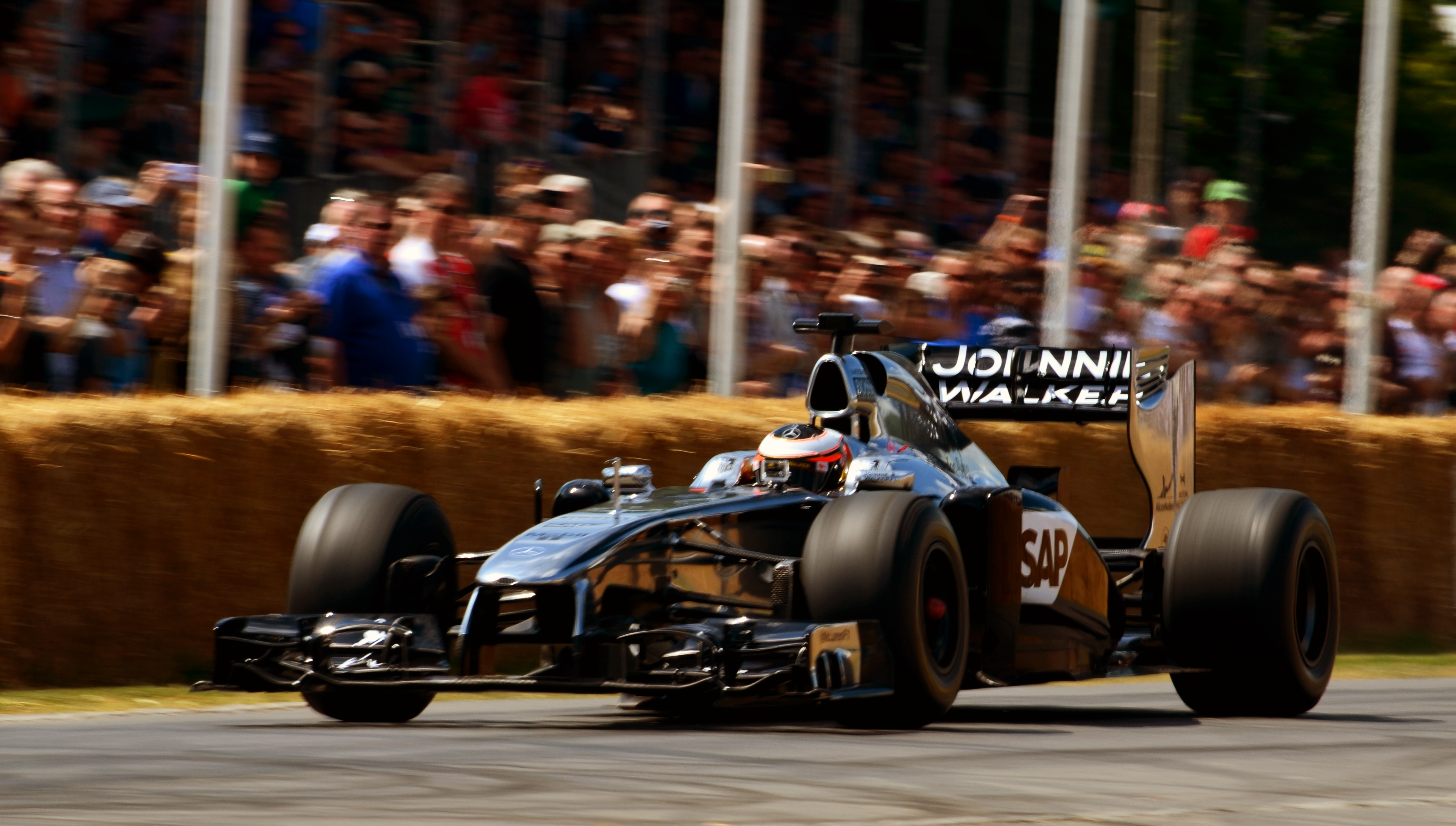
Stoffel Vandoorne w bolidzie McLaren MP4-26

Goodwood Festival of Speed – wydarzenie utworzone przez Charlesa Gordona-Lennox, Earla of March and Kinrara organizowane corocznie od 1993 roku, którego głównym elementem jest wyścig górski. Goodwood Festival of Speed trwa cztery dni i jest największym tego rodzaju wydarzeniem, a na trasie długości 1,16 mili zmagają się między innymi kierowcy Formuły 1 i Motocyklowych mistrzostw świata.
Goodwood Festival of Speed jest dostępny w grze komputerowej Gran Turismo 6.